# Tjorven
Tjorven ist ein geschlechtsneutraler Vorname vermutlich schwedischer Herkunft.

## Herkunft und Bedeutung
Als Name realer Personen tauchte Tjorven erst im Jahr 1965 nach Erscheinen des Buchs Ferien auf Saltkrokan von Astrid Lindgren auf. Die Autorin übernahm ihn aus ihrem Bekanntenkreis, wo eine Frau den Spitznamen Tjorven trug, da sie kompliziert (schwedisch: tjorvig) war.

## Verbreitung
In Schweden ist Tjorven als Vorname ungebräuchlich. 
In Deutschland wird der Name relativ selten und zumeist an Jungen vergeben. Astrid Lindgren selbst riet in einem Interview von der Verwendung Tjorvens als Vorname ab.

## Geschlecht
Der Name wird an Jungen und Mädchen vergeben. Nach einem Beschluss des Oberlandesgerichtes Hamm aus dem Jahr 2001 war Tjorven als männlicher Vorname jedoch nur zulässig, wenn ein weiterer, eindeutig männlicher Name vergeben wird. Seit 2008 sind geschlechtsneutrale Vornamen auch ohne zusätzlichen Namen möglich.

## Weitere Verwendung
Der Name Tjorven fand des Weiteren Verwendung in der Automobilindustrie; zwischen 1969 und 1971 brachte die Firma Kalmar Mekaniska Verkstad den Kalmar-DAF, einen kompakten Transporter auf Basis des DAF 44, auf den Markt, der ursprünglich unter dem Namen DAF Kalmar Tjorven hergestellt wurde. Laut Hersteller wurde der Name von Lindgrens Romanfigur entliehen, allerdings für den Export geändert.